# Fereydun Farrochsad

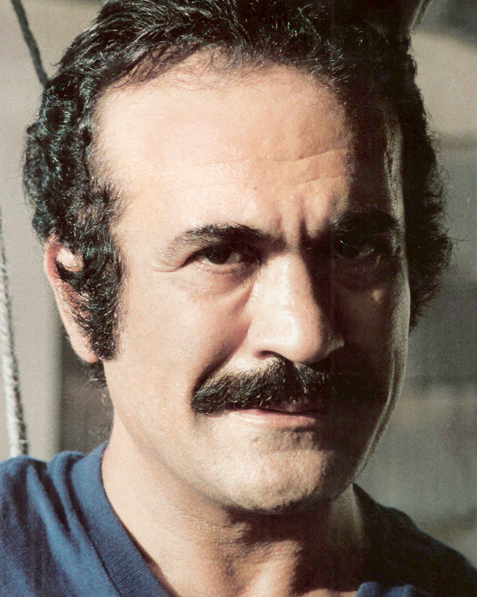
Fereydun Farrochsad

Fereydun Farrochsad (persisch فریدون فرخزاد Fereydoun Farrochzād, DMG Fereydūn-e Farroḫzād; * 7. Oktober 1938 in Tafresch, Iran; † 6. August 1992 in Bonn) war ein iranischer Dichter, Sänger und Schauspieler. Er wurde 1992 im deutschen Exil ermordet.

## Leben
Farrochsad schloss seine akademische Ausbildung im Studiengang der Rechtswissenschaft mit einer Promotion in der Bundesrepublik Deutschland ab. Er ist der jüngere Bruder der berühmten persischen Dichterin Forugh Farrochzad.
Farrochsad gilt bis heute als einer der berühmtesten Sänger und Entertainer der modernen iranischen Musikgeschichte. Viele Stars der iranischen Musikszene der 1970er Jahre gelangten in seinen Sendungen zu höherem Bekanntheitsgrad. Viele seiner Lieder zeichnen eine ganz besondere Vitalität und Freude aus, und sie entbehren meist der bei vielen seiner zeitgenössischen Künstler auffallenden Melancholie.

## Exil und Attentat in Deutschland

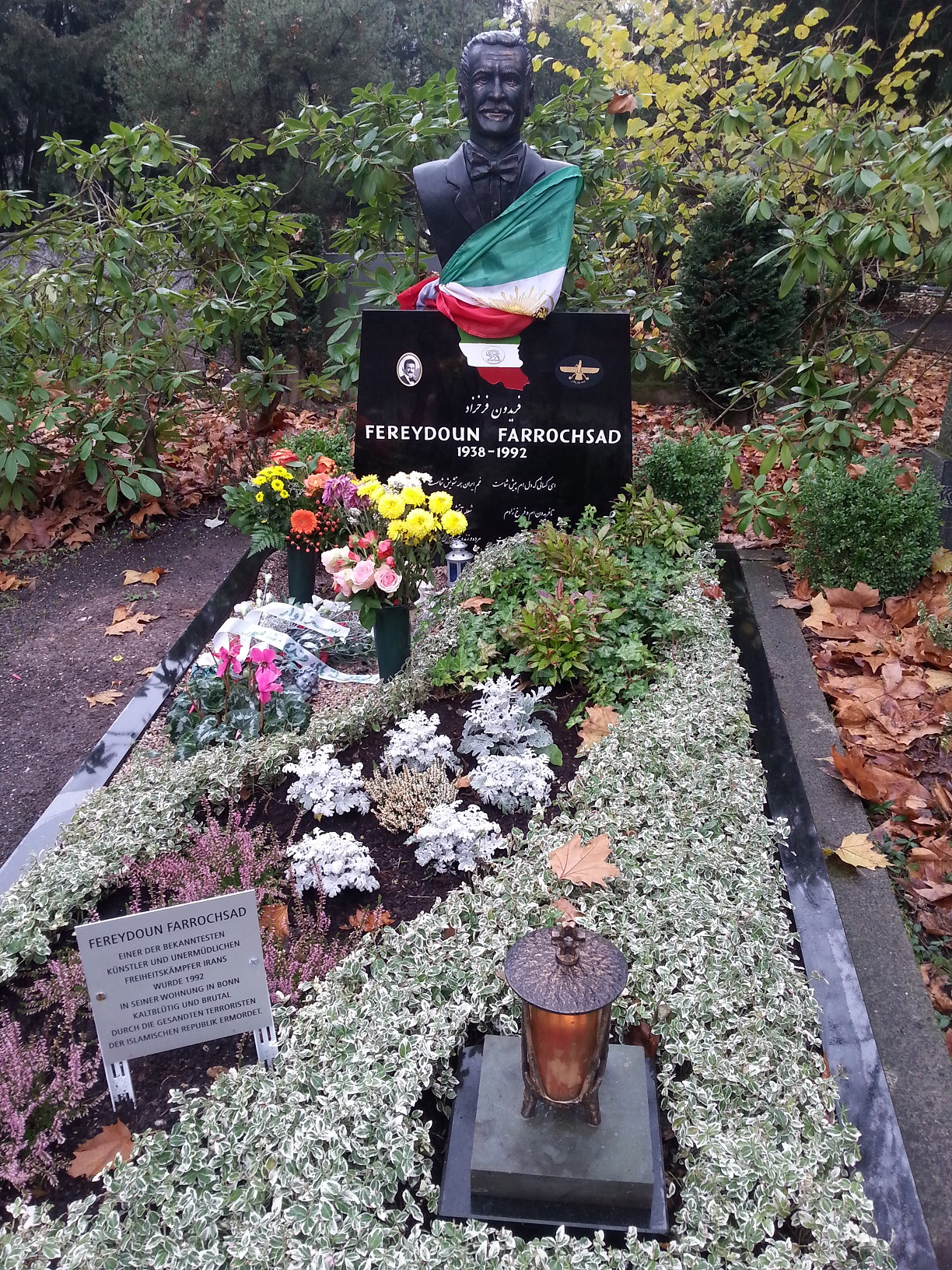
Grab von Fereydun Farrochsad

Nach der Islamischen Revolution im Jahre 1979 wurde Farrochsad gezwungen, das Land zu verlassen und ging demzufolge ins Exil nach Deutschland.
In politischer Hinsicht setzte er sich für einen säkularen Kurs und für die quietistische Trennung des Staates von der Religion ein. Er befürwortete die Wiedererrichtung des Iranischen Kaiserreichs auf einer demokratischen Grundlage und thematisierte dies sowie seine Opposition zum seit 1979 herrschenden Klerus in politischen Kampfliedern. Hierbei trat er wiederholt auch künstlerisch auf Demonstrationen in europäischen und amerikanischen Städten in Erscheinung.
Weil er Kritiker des 1979 im Iran errichteten theokratischen Regimes war, wurde er am 6. August 1992 in seinem Haus in Bonn ermordet. Er wurde drei Tage nach der Tat erstochen und geköpft aufgefunden. Der Mord geschah am ersten Jahrestag der Ermordung des ehemaligen iranischen Premierministers in Paris im Auftrag des iranischen Regimes.
Fereydun Farrochsad wurde auf dem Bonner Nordfriedhof beigesetzt. Angesichts der zeitlichen Befristung des ersten Grabes wurden im Jahr 2007 nach einer durchgeführten Aktion die finanziellen Mittel für ein neues Grab auf demselben Friedhof aufgebracht, sodass eine feierliche Umbettung erfolgen konnte.